# Rocchetta Arrighina
La rocchetta arrighina è un edificio militare del XIV secolo di Pietrasanta, accanto all'arco di Porta a Pisa.

## Storia
Per rafforzare il sistema  difensivo di Pietrasanta, nel 1324 Castruccio Castracani fece rafforzare la Rocca di Sala e costruire la Rocchetta Arrighina attigua alla Porta a Pisa. Fu lo stesso condottiero che intese imporle questo nome in onore di suo figlio Arrigo.
(A.Manucci, Le azioni di Castruccio Castracani degli Antelminelli Signore di Lucca e con la genealogia della famiglia, p. 78)

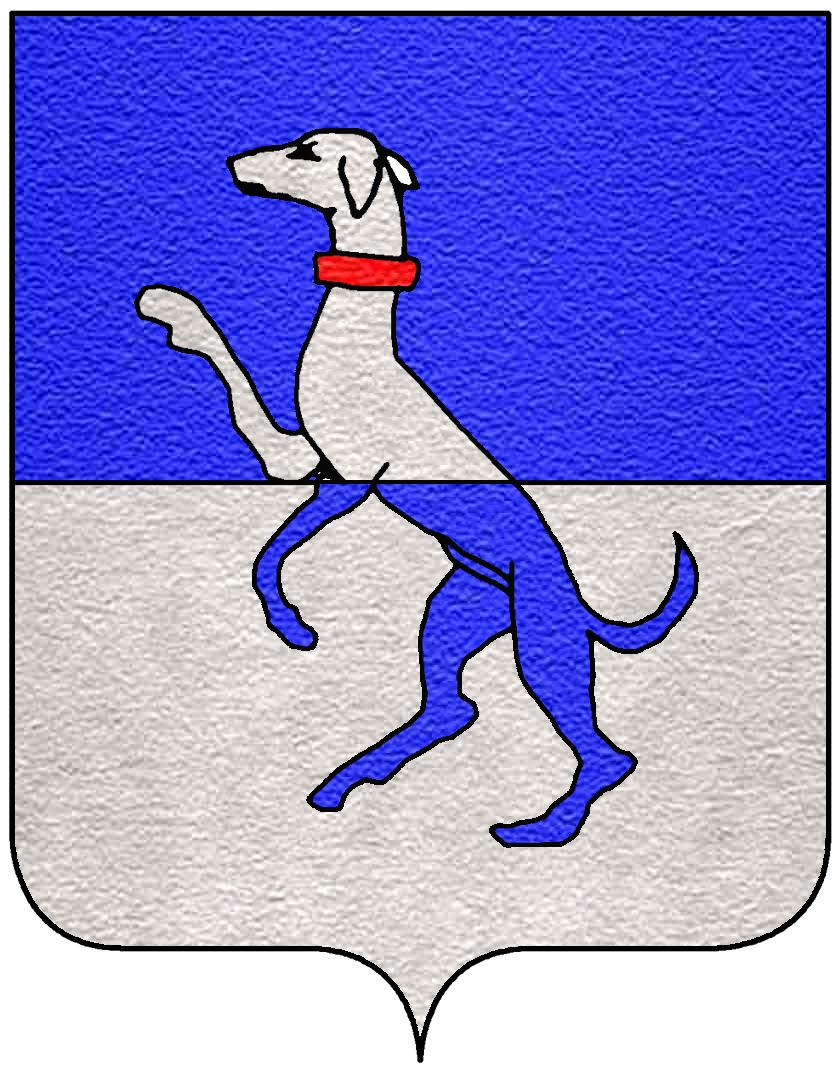
Castracani degli Antelminelli

Secondo la Narrativa di Pietrasanta la Rocca venne invece iniziata da Arrigo Castracani degli Antelminelli, figlio di Castruccio Castracani:
(Narrativa di Pietrasanta, 1536)
A conferma di questo sono presenti due targhe sopra la porta di tufo della rocca che riportano lo stemma dei Castracani e l'Aquila Imperiale. I lavori alle rocche vennero terminati entro il 1329.
La piccola struttura era dotata di doppio ponte levatoio (all'esterno su un fossato pieno d'acqua e all'interno verso la piazza). Con essa la pianta difensiva della città assumeva la forma di un triangolo con al suo vertice l'antico insediamento longobardo sulla collina.

Nel 1395 la Rocchetta venne rinforzata da un battifolle e da un rivellino e successivamente, nel 1456, fu dotata di campane.
La Rocchetta fu distrutta durante l'assedio fiorentino del 1484, ma poco dopo fu ricostruita da Francesco di Giovanni di Francesco detto il Francione e da Francesco d'Agnolo detto La Ciecca.
Alla metà del XVIII secolo la Rocchetta venne smantellata delle attrezzature militari.
Nel XIX secolo subì importanti rimaneggiamenti con la costruzione di corpi di fabbrica addossati e l´apertura di nuove finestre al piano terra.
Oggi la Rocchetta è una proprietà privata.